# آني لافلور
آني لافلور (بالإنجليزية: Annie Lafleur)‏ (1980)؛ كاتِبة وشاعرة كندية.